# Die Leben des Lazarus Long
Die Leben des Lazarus Long (Originaltitel: Time Enough for Love) ist ein Science-Fiction-Roman von Robert A. Heinlein aus dem Jahre 1973. In ihm wird die Geschichte von Lazarus Long erzählt, einem Menschen, der der älteste lebende Mensch der Welt ist.

## Handlung
Die Handlung des Romans setzt im 43. Jahrhundert ein, während Lazarus Long, der am 11. November 1912 als Woodrow Wilson Smith geboren wurde, noch immer körperlich jung und der älteste Mensch der Welt ist.
Lazarus’ überdurchschnittliche Lebensdauer ist durch seine Herkunft aus einer der sogenannten Howard-Familien begründet. Dies sind Familien, in denen – gefördert durch eine von Ira Howard gegründete Foundation –  im 19. Jahrhundert mit einem selektiven Zuchtprogramm begonnen wurde, dessen Ziel die Verlängerung der menschlichen Lebensspanne war.
Auch wenn seine überbordende Kraft und Gesundheit großartig erscheinen, ist Lazarus mittlerweile seines Lebens müde geworden und entscheidet, dass es nun für ihn an der Zeit ist zu sterben.
Nachdem er einen Selbstmordversuch unternimmt, rettet ihn Ira Weatherall, der Vorsitzende der Howard Foundation, und überredet ihn, seinen Freitod aufzuschieben, damit Lazarus ihm von verschiedenen seiner zurückliegenden Abenteuer erzählen kann, die noch nicht für die Nachwelt aufgezeichnet wurden.
In der Zeit sollen seine Nachfahren ihm eine völlig neue Erfahrung offerieren; sollte ihnen das nicht gelingen, wird Lazarus sich das Leben nehmen.
Die folgenden Geschichten führen zu verschiedenen Zeitpunkten und Zeiträumen in Lazarus’ Leben, vom Amerika des 20. Jahrhunderts bis zur Kolonisierung neuer Planetensysteme, Zeiten, in denen Lazarus Schauspieler, Musiker, Bettler, Bauer, Priester, Pilot, Politiker, Betrüger, Glücksspieler, Arzt, Anwalt, Bankier, Kaufmann, Soldat, Elektroniker, Mechaniker, Gastronom, Investor, Bordellbesitzer und Sklave war.
Schließlich wird Lazarus eine Zeitreise offeriert, und er gewinnt durch die Vielzahl an möglichen Reisezielen an neuem Lebensmut. Schlussendlich entscheidet er sich dafür, in den Zeitraum zwischen 1919 und 1929 zu reisen. Eine Fehlfunktion verschlägt ihn jedoch in das Jahr 1916. Unter dem Namen Theodore Bronson wird er bei seiner eigenen Familie vorstellig und schläft im weiteren Verlauf mit seiner eigenen Mutter Maureen Johnson.
Daraufhin zieht Lazarus in den Ersten Weltkrieg und wird an der Westfront tödlich verletzt, doch intervenieren seine zeitreisenden Nachfahren im letzten Moment und retten ihn.

## Ausgaben
Erstausgaben beider Fassungen in Englisch:
- Juni 1973, Putnam Publishing Group, gebunden, ISBN 0-399-11151-4.

Deutsche Ausgaben:
- 2002, Bastei-Lübbe, broschiert, ISBN 3-404-24303-X.